# Stênio Soares Ether
Stênio Soares Ether (nasceu em Maceió, Alagoas em 10 de maio de 1917 - Rio de Janeiro, Rio de Janeiro 6 de maio de 1998), foi um dentista,  professor e escritor.
Era filho do Dr. Agripino Ether e de Maria Soares de Araujo.
Era sobrinho da poeta Astrogilda Alves Ether, esposa do Dr. Antonio Nunes Leite, e de Alda da Silva Ether, esposa de Hermann Byron de Araujo Soares, Procurador-geral de Alagoas.
Foi um dos lideres que contribuíram para a formação da Federação Nacional dos Odontologista. Ele foi presidente da Federação entre 1961 e 1962.
Em 1996 recebeu do Conselho Federal de Odontologia a Comenda de Honra ao Mérito Odontológico Nacional.
Foi acadêmico honorário da Academia de Odontologia do Estado do Rio de Janeiro, acadêmico titular da cadeira 97 da Academia de Ciências Farmacêuticas do Brasil (o seu pai foi patrono da cadeira 98) e colaborador efetivo da Imprensa Odontologica.